# La Sala (Sant Pere de Torelló)
La Sala és una masia de Sant Pere de Torelló (Osona) protegida com a Bé Cultural d'Interès Local.

## Descripció
La Sala és una antiga masia situada al veïnat de Baix de Sant Andreu de la Vola. D'estructura semirectangular consta de planta baixa (quadres) i primer pis (habitatge). Els murs, que s'aixequen sobre la roca mare que aflora en aquest indret carener, són fets de pedra unida amb argamassa i amb parts arrebossada també d'argamassa.
Gaudeix d'unes vistes excel·lents de la plana de Vic a migdia i de la vall del Fornés a l'oest, tot i que s'han vist negativament influenciades pel gran impacte de les obres de l'eix Vic-Olot, la qual passa molt a prop de la casa.

## Història
La Sala és una masia gran del terme del Veïnat de Baix de Sant Andreu de la Vola. Consta en el cens de la Vola i Curull del 1780. Segons fonts bibliogràfiques de l'Agrupació Fotogràfica de Sant Pere de Torelló l'antiguitat del mas data de l'any 1553. Es tracta d'una casa més omenys ben conservada, habitada, que manté una certa activitat agropecuària i que té una història llarga.